# District de Gadag
Le district de Gadag (kannada : ಗದಗ) est l'un  des trente district  de l'État du Karnataka, en Inde.

## Histoire

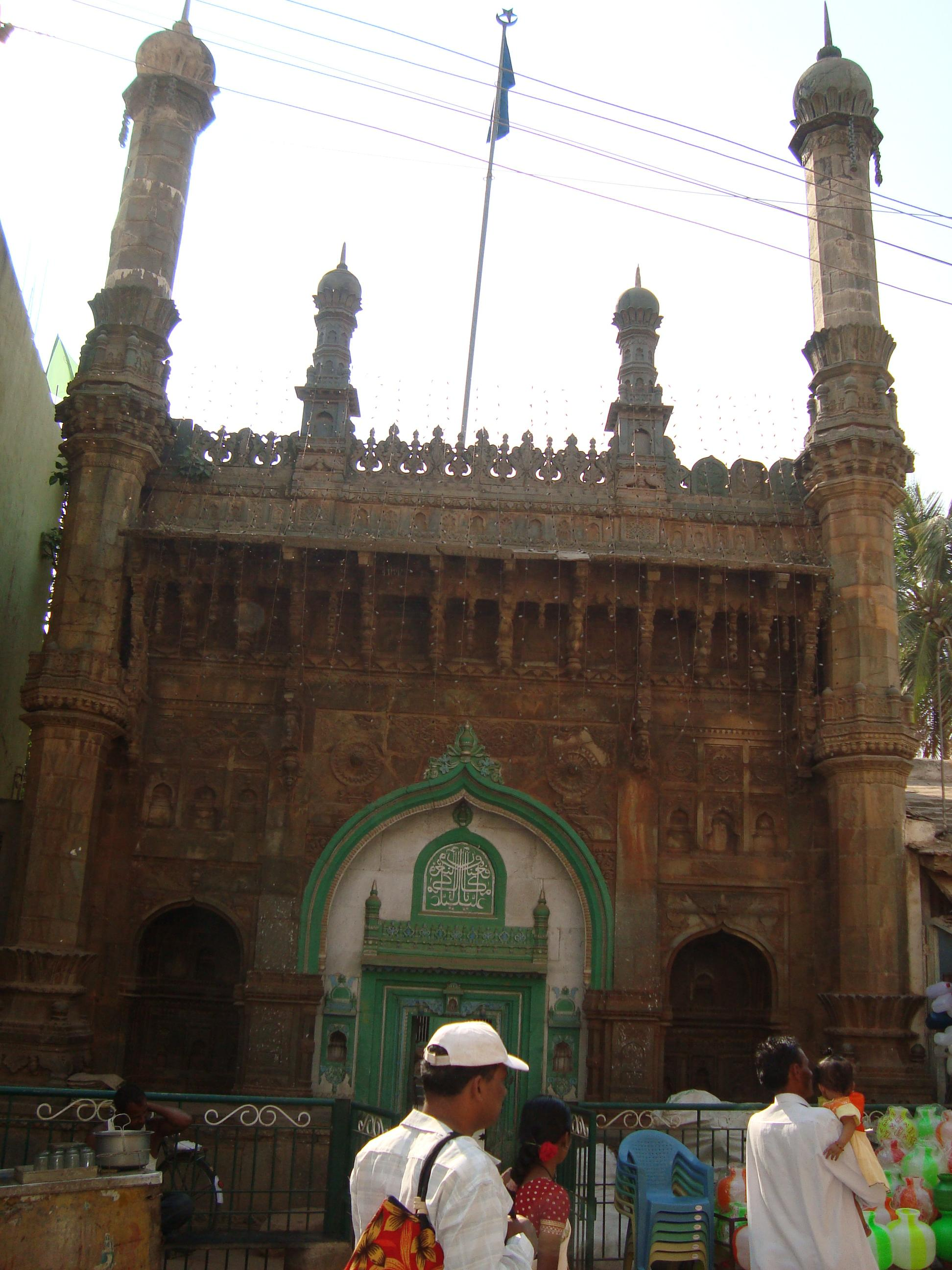
Le Jumma maszid à Lakshmeshwara.

Le district actuel est créé en 1997 par la partition de celui de Dharwad. La dynastie Chalukya qui régnait au VIe siècle a laissé des nombreux monuments ici.

## Géographie
Au recensement de 2011, sa population était de 1 064 570 habitants pour une superficie de 4 657 km2, la population est à 35,64% urbaine.
Son chef-lieu est la ville de Gadag-Betageri.

## Tourisme
Il y a Gadag un ensemble de temples comme le Veera Narayana, les temples Jain de Parshvanatha Thirthankara ou Mahaveera. Le Trikutshwara, un complexe datant du VIe siècle. Nargund, un fort du XVIIe siècle où une révolte menée par Bhaskar Rao Bhave contre les Britanniques eut lieu en 1857. Antur Bentur, temple où se côtoient hindous et musulmans. 
Le sanctuaire ornithologique de Magadi qui protège la faune et les oiseaux migrateurs.

## Liste des Taluks
Il est divisé en sept Taluks :
- Gadag-Betgeri,
- Ron,
- Shirhatti,
- Nargund,
- Lakshmeshwar,
- Gajendragad et
- Mundargi.

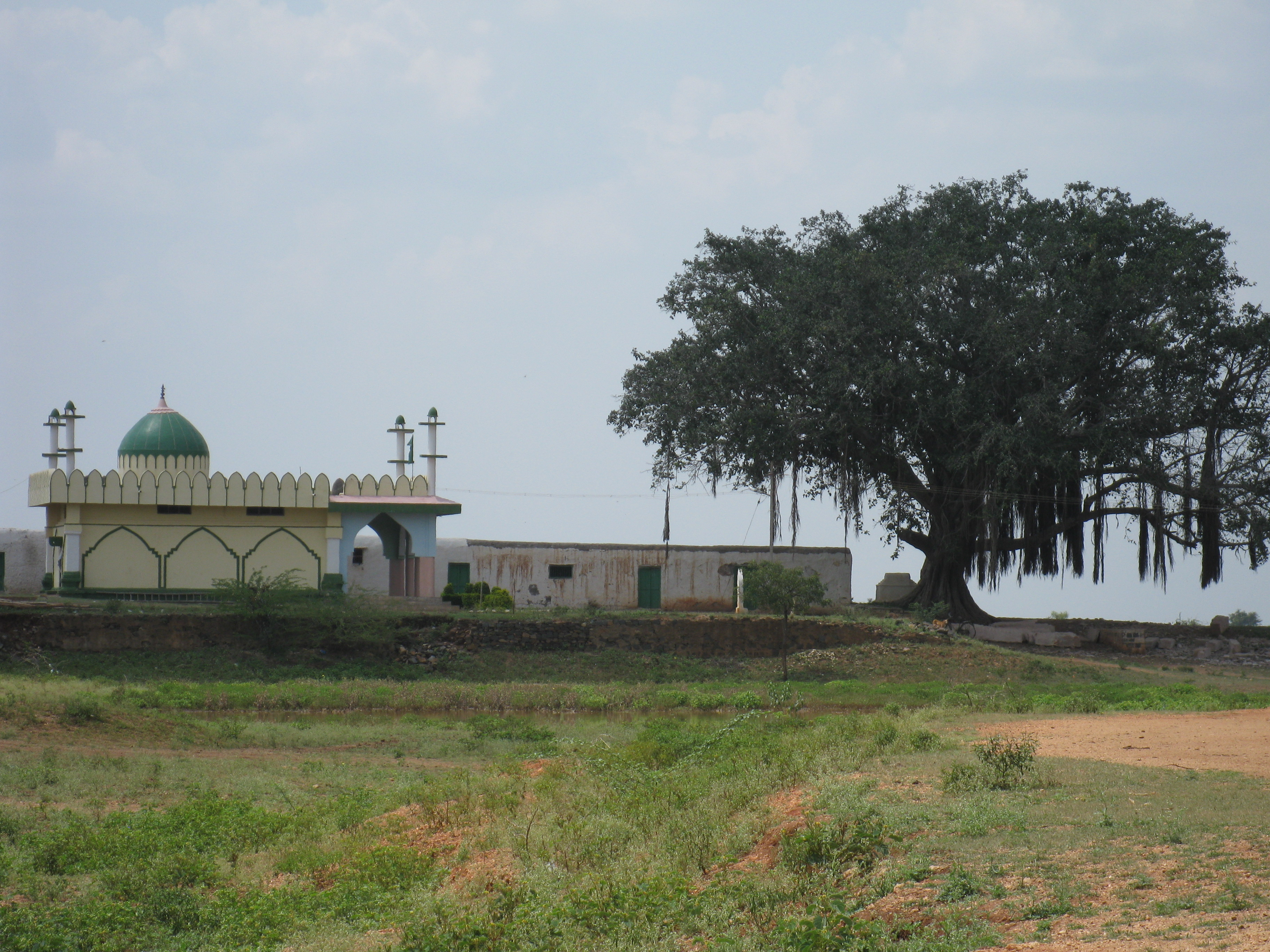
Mosquée à Kotumachacgi.
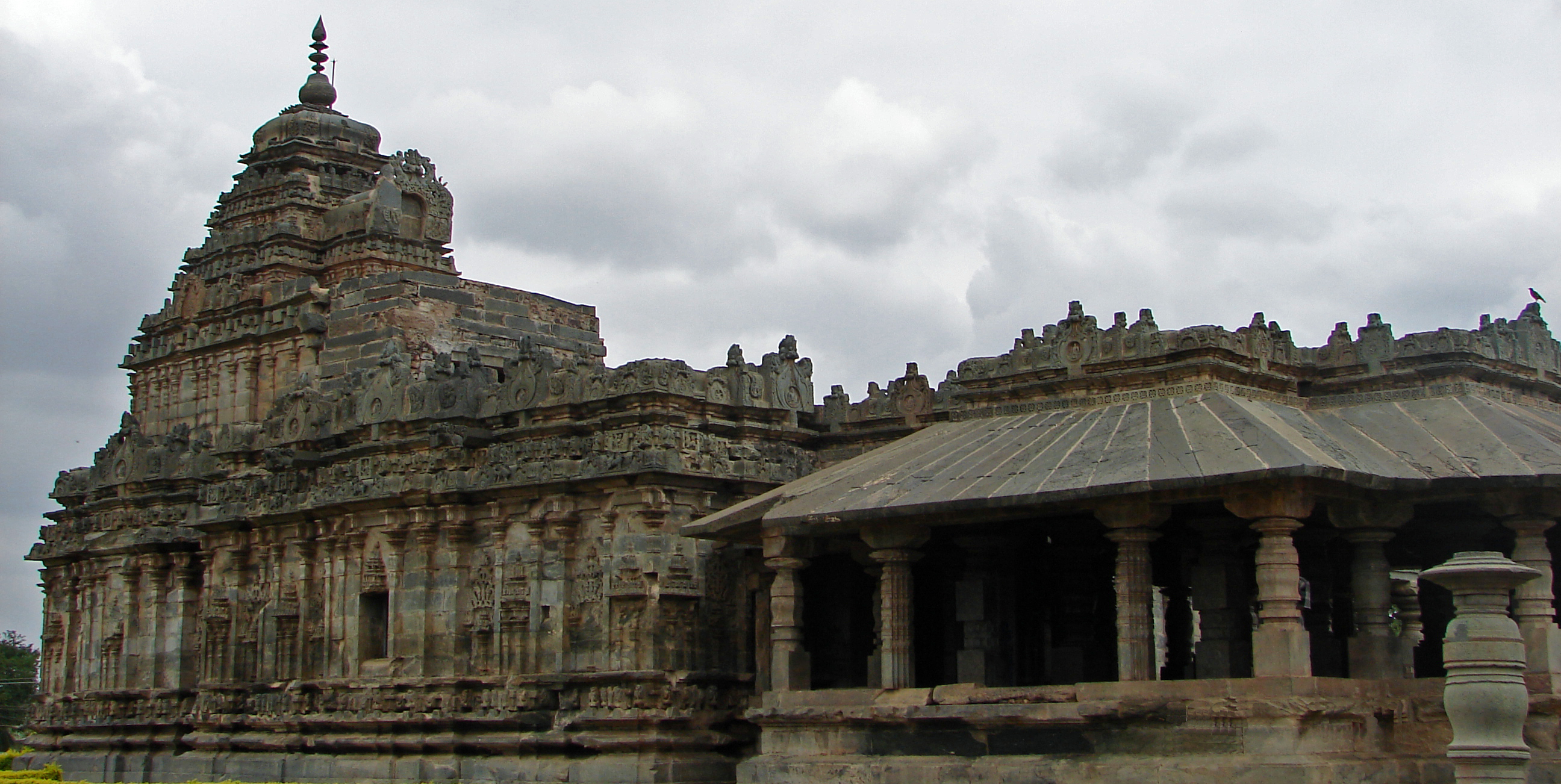
temple Brahma Jainalaya à Lakkundi.
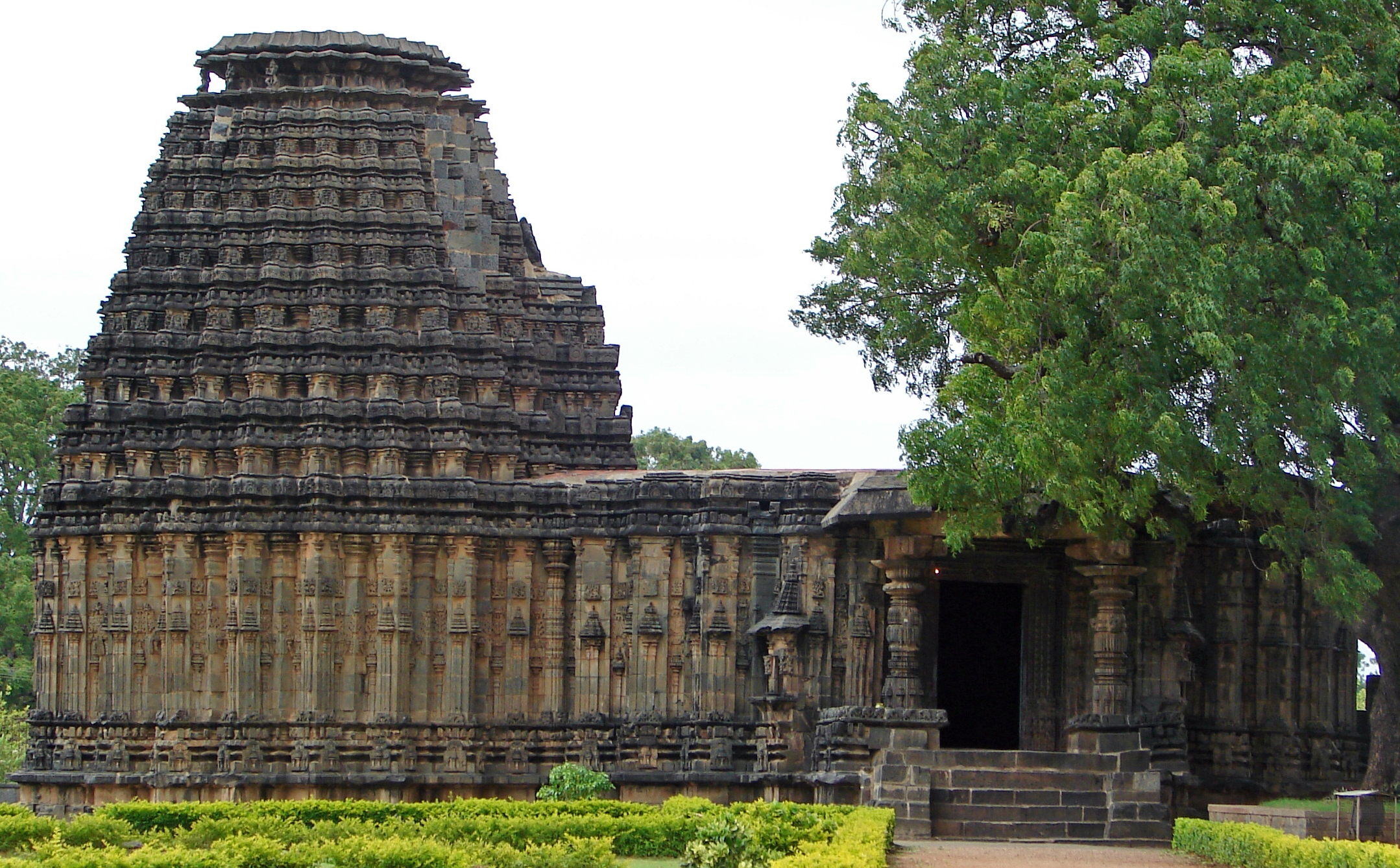
Temple Dodda Basappa à Dambal.
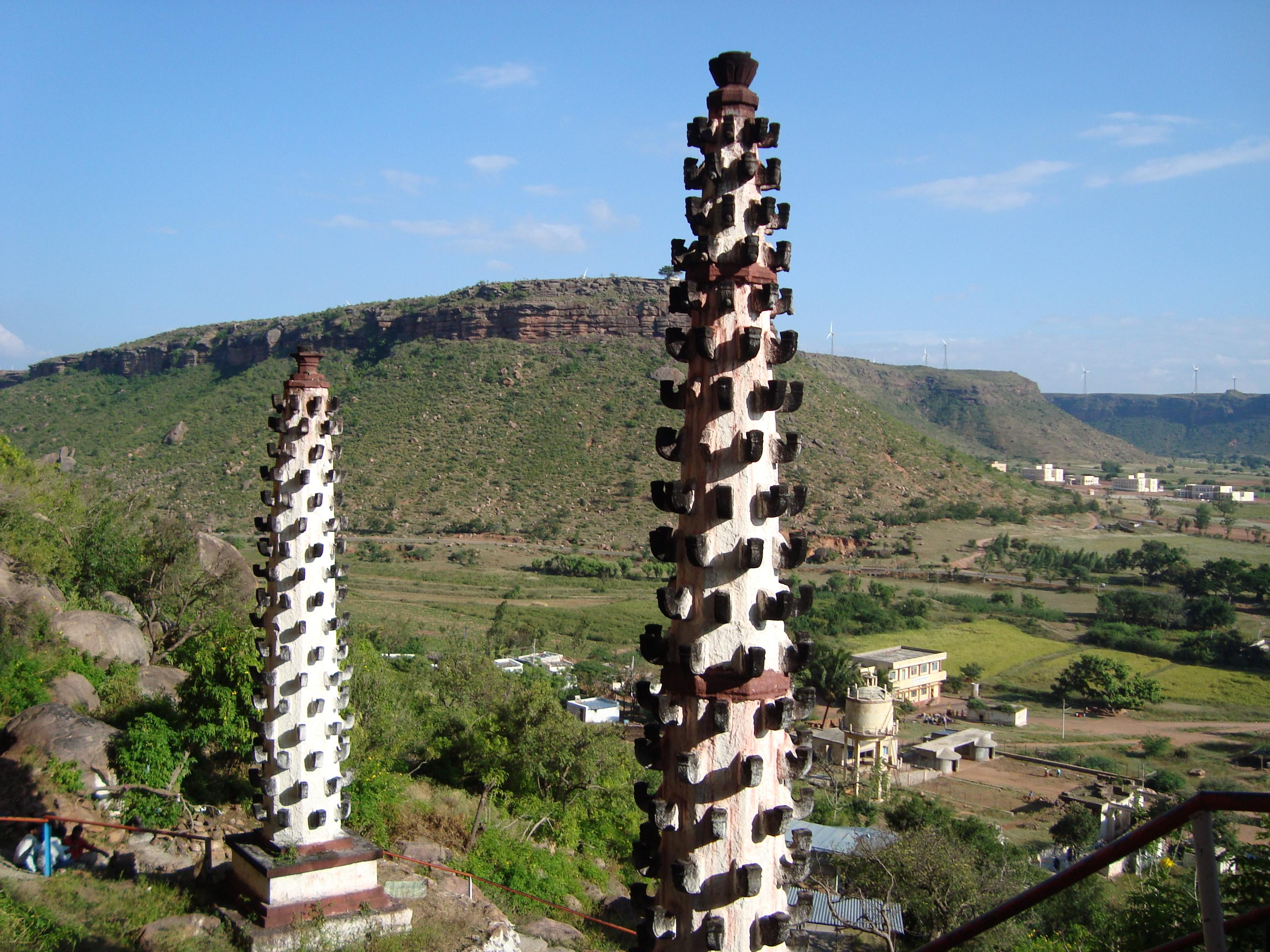
le temple troglodyte Gajendragad Kalkaleshwara.
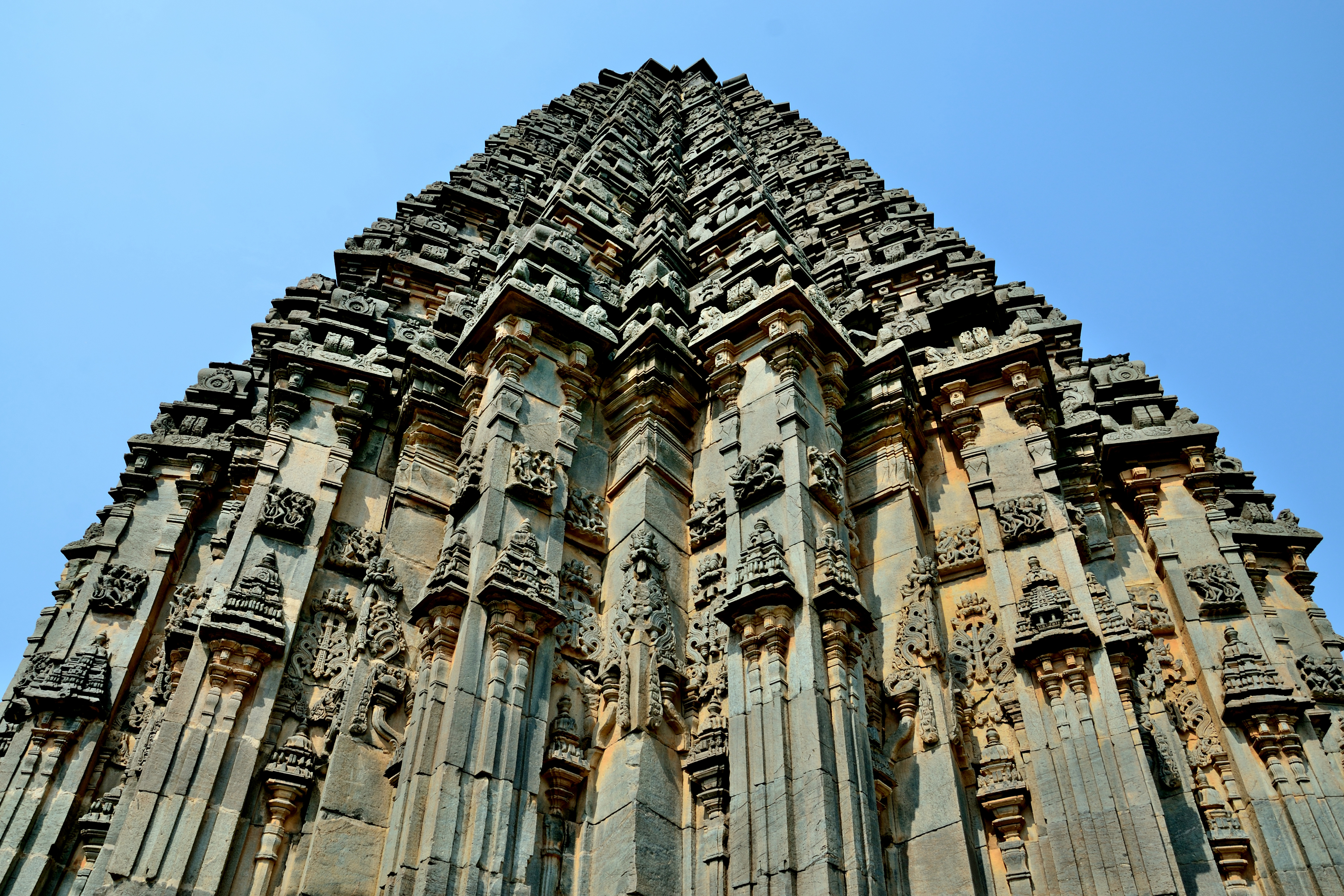
Le temple Doddabasappa, de la dynastie Chalukya au XIIe siècle à Dambal, dans le district de Gadag. Ce sanctuaire contient un lingam. Mars 2018.